# Ordine della famiglia reale della regina Margherita II
L'ordine della famiglia reale della regina Margherita II è un ordine conferito fino al 2024 come segno di stima personale ai membri femminili della famiglia reale danese da parte della regina Margherita II.

## Storia
L'ordine fu istituito nel 1972 con l'ascesa al trono danese della regina Margherita II come ricompensa di benemerenza personale destinata a premiare i membri femminili della casata reale, di cui era capo fino alla sua abdicazione nel 2024, seguendo il modello di altri ordini famigliari concessi da altre dinastie in Europa.

## Insegne
L'ordine si presenta come un ritratto di Margherita II in vesti ufficiali realizzato su avorio circondato da una cornice semplice in argento, diamanti e perle.
Il nastro è quello detto del Dannebrog, ovvero bianco con una striscia rossa per parte, a riprendere appunto il colore dell'Ordine del Dannebrog nonché quelli nazionali.

## Elenco degli insigniti
- Benedetta di Danimarca, sorella della regina Margherita II
- Anna Maria di Danimarca, sorella della regina Margherita II
- Mary Donaldson, nuora della regina Margherita II
- Marie Cavallier, nuora della regina Margherita II
- Alexandra Manley, ex nuora della regina Margherita II